# Czarnogóra na Letnich Igrzyskach Olimpijskich Młodzieży 2010
Czarnogórę na Letnich Igrzyskach Olimpijskich Młodzieży 2010 w Singapurze reprezentowało 22 sportowców w 5 dyscyplinach.

## Skład kadry

### Judo
| Zawodnik     | Konkurencja                 | Wynik |
| ------------ | --------------------------- | ----- |
| Rijad Dedeić | Kategoria do 81 kg chłopców |       |

### Piłka nożna
| Zawodnik | Konkurencja      | Wynik |
| --- | ---------------- | ----- |
| Jovan Baošić Aleksandar Boljević Jovan Cadenović Žarko Grbović Nikola Jovanović Stefan Kaluderović Marko Kordić Nebojša Kosović Stevan Krivokapić Lazar Lalošević Lav Lopicić Igor Marković Stefan Nedović Lazar Nikoloć Danilo Sarkić Stefan Vico Filip Vukicević Milan Vusurović | Turniej chłopców |       |

### Pływanie
| Zawodnik          | Konkurencja                       | Wynik |
| ----------------- | --------------------------------- | ----- |
| Katarina Đurđević | 50 m stylem klasycznym dziewcząt  |       |
| Katarina Đurđević | 100 m stylem klasycznym dziewcząt |       |

### Taekwondo
| Zawodnik      | Konkurencja                 | Wynik |
| ------------- | --------------------------- | ----- |
| Vilson Lajcaj | Kategoria do 73 kg chłopców |       |

### Tenis ziemny
| Zawodnik      | Konkurencja              | Wynik   |
| ------------- | ------------------------ | ------- |
| Mia Radulović | Gra pojedyncza dziewcząt | 1 runda |
| Mia Radulović | Gra podwójna dziewcząt   | 1 runda |